# Amnesia (canción de 5 Seconds of Summer)
«Amnesia» es una canción de la banda australiana, 5 Seconds of Summer de su álbum 5 Seconds of Summer. Se anunció como nuevo sencillo el 2 de julio, dedicada a los viejos amores, por los autores, quienes sentían una similitud del estilo romántico roquero de la banda con "Good Charlotte".

## Vídeo musical
Se hizo un vídeo lírico para la canción.
El 31 de julio de 2014 se estrenó el vídeo oficial de YouTube.

## Listas
| Lista (2014)                       | Posición |
| ---------------------------------- | -------- |
| Australia (ARIA)                   | 7        |
| Austria (Ö3 Austria Top 40)        | 40       |
| Bélgica (Flandes) (Ultratop 50)    | 26       |
| Bélgica (Valonia) (Ultratop 50)    | 44       |
| Dinamarca (Tracklisten)            | 6        |
| Francia (SNEP)                     | 54       |
| Irlanda (IRMA)                     | 49       |
| Países Bajos (Mega Single Top 100) | 28       |
| Nueva Zelanda (Recorded Music NZ)  | 6        |